# (2427) Кобзарь
(2427) Кобзарь (лат. Kobzar) — типичный астероид главного пояса, открыт 20 декабря 1976 года советским астрономом Николаем Черных в Крымской астрофизической обсерватории и 1 декабря 1982 года назван в честь украинского поэта Тараса Шевченко.

## Обнаружение и именование
(2427) Кобзарь
Открыт 20 декабря 1976 года в Научном Н. С. Черных.
Назван в память о великом украинском поэте и художнике Тарасе Григорьевиче Шевченко (1814—1861), который оказал глубокое влияние на украинскую литературу. В народе он был известен как Кобзарь, что на староукраинском означает "тот, кто поёт под аккомпанемент струнного инструмента кобзы".
Оригинальный текст (англ.)2427 Kobzar
Discovered 1976-12-20 by Chernykh, N. at Nauchnyj.
Named in memory of the great Ukrainian poet and painter Taras Grigor'evich Shevchenko (1814—1861), who exerted a profound influence on Ukrainian literature. He was popularly known as Kobzar, which in old Ukraine means one who sings to the accompaniment of a kobza, a stringed instrument.
Источники: DISCOVERY.DB; M.P.C. 7471.

## Орбита

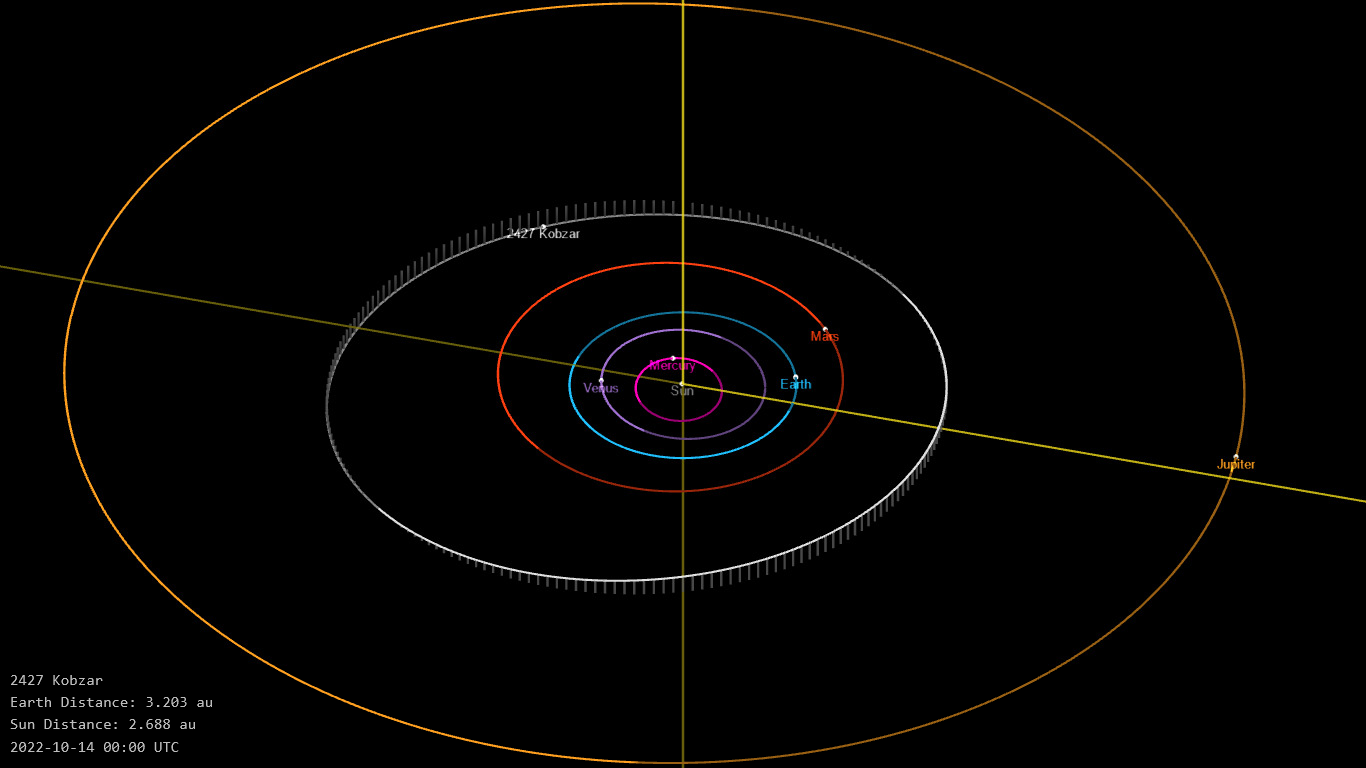
Орбита астероида Кобзарь и его положение в Солнечной системе

## Физические характеристики
Из результатов второго этапа спектроскопической съёмки малых астероидов главного пояса (Small Main-belt Asteroid Spectroscopic Survey, SMASSII) следует, что астероид относится к таксономическому классу Sq.
По результатам наблюдений в видимом и ближнем инфракрасном диапазоне космического телескопа NEOWISE диаметр астероида оценивался равным 7,989±0,166 км. Согласно тем же источникам альбедо оценивается как 0,2099±0,0239 и 0,210±0,024.